# いずみ彩
いずみ 彩（いずみ あや、1987年11月25日 - ）は、日本のAV女優。

## 人物
- 趣味・特技:スノーボード、ピアノ、水泳

## 略歴
- 2007年2月に『初少女』でクリスタル映像よりAVデビュー。

## 作品

### アダルトビデオ
2007年
- 初少女(2007年2月23日、クリスタル映像)
- ぷるるんウェイトレス(2007年3月30日、クリスタル映像)
- 女乳(2007年4月27日、クリスタル映像)
- コスプレ召使い(2007年5月25日、クリスタル映像)
- 巨乳×爆乳 GRANDPRIX DX(2007年6月29日、クリスタル映像)
- 爆乳家庭教師(2007年6月29日、クリスタル映像)
- A級爆乳犯(2007年7月29日、クリスタル映像)
- 潮吹きFUCK DX PART.1(2007年11月16日、クリスタル映像)

2008年
- コスプレ召使い(2008年2月22日、クリスタル映像)
- CRYSTAL THE BEST 2008 vol.1(2008年4月1日、クリスタル映像)
- CRYSTAL THE BEST 2008 vol.2(2008年4月25日、クリスタル映像)
- 縛られる女(2008年9月26日、クリスタル映像)